# Roberto Birindelli
Roberto Francisco Schlesinger Birindelli (Montevideo, Uruguay, 11 de diciembre de 1962) es un actor de cine, televisión y teatro brasileño.

## Biografía
Nació en Montevideo en 1962 y a los 15 años se mudó con su familia a Porto Alegre, Brasil.
Se graduó como arquitecto en la Facultad de Arquitectura de la Universidad Federal de Río Grande del Sur (UFRGS), donde también tomó contacto con grupos de música, danza, mímica y poesía. Más adelante se vinculó en forma más estrecha a grupos teatrales e ingresó a la Facultad de Artes Escénicas.
En la década de 1990, con el monólogo Il Primo Mirácolo de Darío Fo, recorrió más de 200 ciudades y visitó una decena de países.

Está casado con la publicista Juliana Sarda. En 2009 se radicó en Río de Janeiro.

## Filmografía

### Televisión
| Año           | Título                       | Personaje                       | Ref         |
| ------------- | ---------------------------- | ------------------------------- | ----------- |
| 2022          | Reyes                        | Profeta Samuel                  |             |
| 2020          | En los tiempos del Emperador | Mariscal Francisco Solano López |             |
| 2018          | El séptimo Guardián          | Tobias                          |             |
| 2017          | Apocalipsis                  | Guido Fontes (2º fase)          |             |
| 2016—presente | 1 Contra Todos               | José Pedro Pena (Pepe)          |             |
| 2015          | A través del tiempo          | Guilhermo Ventura               | [ 3 ]       |
| 2014          | Imperio                      | Josué                           | [ 4 ]       |
| 2014          | A Teia                       | Grego                           |             |
| 2013          | Laberintos del corazón       | Willy Bob                       | [ 5 ]       |
| 2011          | Insensato corazón            | Inspector                       | [ 6 ]       |
| 2011          | El astro                     |                                 |             |
| 2010          | Passione                     | Ugo                             | [ 7 ] [ 8 ] |
| 2010          | Vivir la vida                | Pepe                            | [ 9 ]       |
| 2009          | Poder paralelo               | Francesco Tucci                 | [ 1 ]       |
| 2008          | Dos caras                    | Fotógrafo                       | [ 10 ]      |
| 2008          | Dicas de um sedutor          |                                 | [ 11 ]      |
| 2008          | Llamas de la vida            | Frederico                       |             |

### Cine
| Año  | Título                                  | Personaje               | Ref    |
| ---- | --------------------------------------- | ----------------------- | ------ |
| 2020 | Agua dos Porcos                         | Gualtieri               |        |
| 2017 | Polícia Federal- A lei é para todos     | Alberto Youssef         |        |
| 2016 | Teu mundo não cabe nos meus olhos       | Dr. Jantzen             |        |
| 2014 | Os senhores da guerra 2 - Passo da Cruz | Reinoldo Kruegger       |        |
| 2013 | Simone                                  | Pedro                   | [ 12 ] |
| 2013 | Harmatia - Ventos do destino            |                         |        |
| 2013 | O Crime da Gávea                        | Jordão                  |        |
| 2012 | O absolutismo das coisas                | Wilson                  |        |
| 2012 | Colegas                                 | Maître argentino        |        |
| 2010 | Kabbalah                                | Hombre en el aeropuerto |        |
| 2010 | Viver Outra Vez                         | Simão                   |        |
| 2005 | Concerto campestre                      |                         |        |
| 2005 | Sal de Prata                            | Cristóvão               |        |
| 2000 | Tolerância                              | Emanuel                 |        |
| 1998 | O Duelo                                 | Neto                    |        |

### Teatro
- Citta Invisible
- Il primo miráclo [2][14][15]
- A Cantora Careca
- Amadeus
- A História do Homem que Ouve Mozart
- La Pasion de Cristo - Floriano-PI.